# Fujiwara no Takafuji
Fujiwara no Takafuji est un nom japonais traditionnel ; le nom de famille (ou le nom d'école), Fujiwara, précède donc le prénom (ou le nom d'artiste).
Fujiwara no Takafuji (藤原 高藤), 838 – 13 avril 900, deuxième fils de Fujiwara no Yoshikado, est un kugyō (noble japonais) de l'époque de Heian. Sa mère est Takada no Haruko (高田春子), fille de Takada no Shamimaro. Sa fille est la mère de l'empereur Daigo et il est élevé par l'accession de son petit-fils au titre d'empereur en 897. Bien que le titre de son père est Udoneri (内舎人) c'est-à-dire garde du corps des empereurs, il est finalement nommé naidaijin (ministre).
Takafuji est appelé Ko-ichijō Naidaijin ((小一条内大臣) ou Kajūji Naidaijin (勧修寺内大臣).
Il est l'ancêtre de la famille Kajūji.

## Carrière
- ère Kanpyō 7 (895) : sangi (参議?)
- Kanpyō 9 (897) : chūnagon (中納言?)
- ère Shōtai 2 (899) : dainagon (大納言?)
- Shōtai 3, 28e jour du 1er mois de (900) : naidaijin (内大臣?)
- Shōtai 3, 12e jour du 3e mois de (900) : Takafuji meurt à l'âge de 63 ans.

## Mariages et enfants
Il est marié à Miyaji no Tsurako (宮道 列子), fille de Miyaji no Iyamasu.
Leurs enfants sont :
- Sadakuni (定国?) (Izumi no Taishō (泉大将?) (867–906) - Dainagon (大納言?) et Ukon'e no Taishō (右近衛大将?) (général de la garde impériale)
- Fujiwara no Sadakata (定方?) (Sanjō Udaijin (三条右大臣?) (873–932) - Udaijin (右大臣?)
- Inshi/Taneko (胤子) (morte en 896), consort de l'empereur Uda et mère de l'empereur Daigo
- Manshi/Mitsuko (満子) (872–937) - Naishi-no-Kami (尚侍) 907–937

## Source de la traduction
- (en) Cet article est partiellement ou en totalité issu de l’article de Wikipédia en anglais intitulé « Fujiwara no Yoshikado » (voir la liste des auteurs).